# Todd Perry
Todd Perry (n. 19 de marzo de 1976 en Adelaida, Australia) es un jugador de tenis profesional de Australia. Su fuerte es el dobles, modalidad en la que ha conquistado 6 títulos ATP.

## Títulos (6; 0+6)

### Dobles (6)
| Leyenda                |
| Grand Slam (0)         |
| Tennis Masters Cup (0) |
| ATP Masters Series (0) |
| ATP Tour (6)           |

| N.º | Fecha                   | Torneo          | Superficie    | Pareja         | Oponentes en la final         | Resultado       |
| --- | ----------------------- | --------------- | ------------- | -------------- | ----------------------------- | --------------- |
| 1.  | 8 de septiembre de 2003 | Costa do Sauipe | Dura          | Thomas Shimada | Scott Humphries Mark Merklein | 6-2, 6-4        |
| 2.  | 31 de enero de 2005     | Delray Beach    | Dura          | Simon Aspelin  | Jordan Kerr Jim Thomas        | 6-3, 6-3        |
| 3.  | 14 de febrero de 2005   | Memphis         | Dura          | Simon Aspelin  | Bob Bryan Mike Bryan          | 6-4, 6-4        |
| 4.  | 23 de octubre de 2006   | San Petersburgo | Moqueta       | Simon Aspelin  | Julian Knowle Jürgen Melzer   | 6-1, 7-6        |
| 5.  | 1 de enero de 2007      | Adelaida        | Dura          | Wesley Moodie  | Novak Đoković Radek Štěpánek  | 6-4, 3-6, 15-13 |
| 6.  | 15 de abril de 2007     | Valencia        | Tierra batida | Wesley Moodie  | Yves Allegro Sebastián Prieto | 7-5 7-5         |